# Энгоми

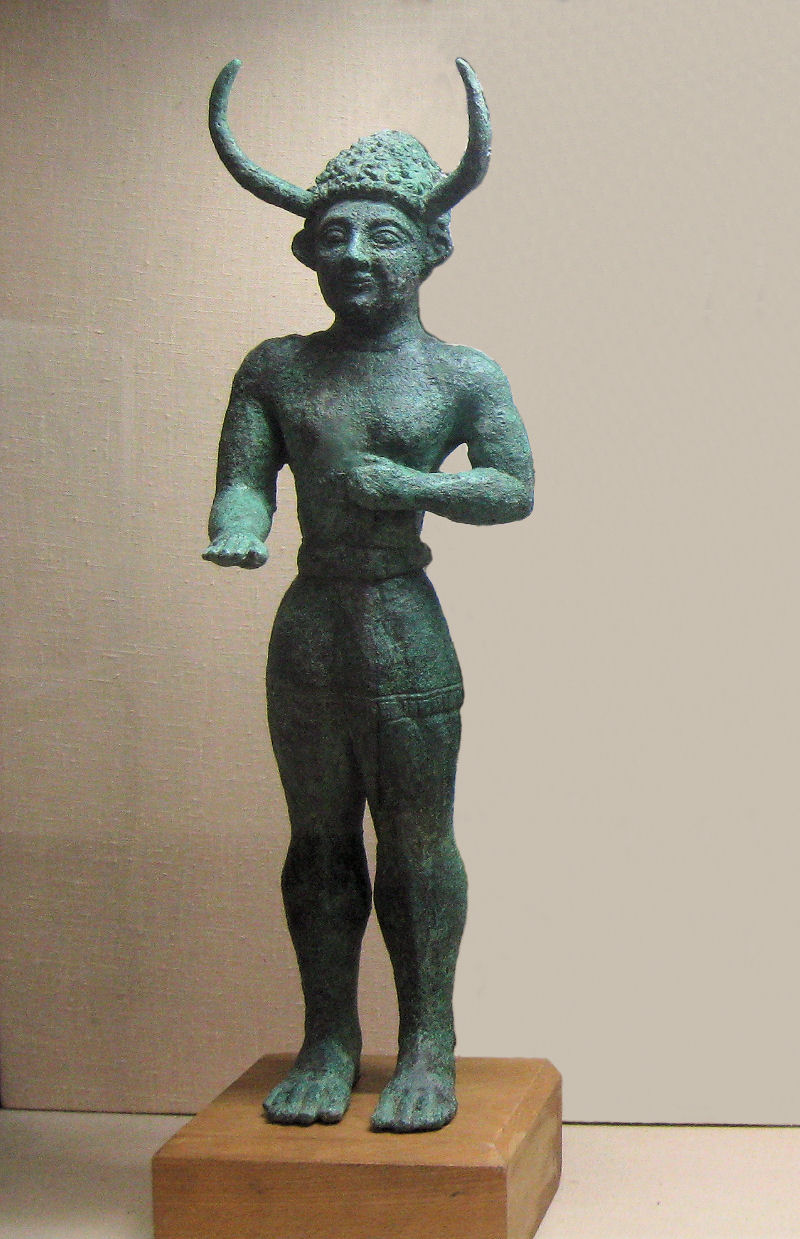
Бронзовый «рогатый бог» из Энкоми

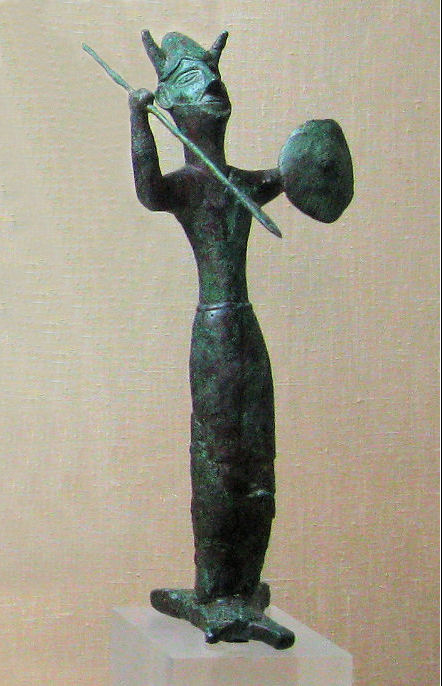
Бронзовый «бог со слитком» из Энкоми, XII в. до н. э., Кипрский археологический музей, Никосия

Энгоми (Энкоми, греч. Έγκωμι), или Тузла (тур. Tuzla) — селение на востоке Кипра в Турецкой Республике Северного Кипра.
На территории Энгоми обнаружен археологический памятник — крупный город позднего бронзового и раннего железного века, который идентифицируется как Алашия, неоднократно упоминаемая в хеттских, египетских и клинописных источниках.

## История и исследования
При проведении раскопок, предпринятых археологами с начала XX века, открыто многослойное городище, возникшее ещё в 3-м тысячелетии до н. э.
Как полагал Клод Шеффер, вершины в своём развитии Энгоми достиг в 1600—1050 годах до н. э. В XVI—XV веках до н. э. приток ахейцев из Греции способствовал быстрому подъёму города, в результате чего название «Алашия» уже в XV веке до н. э. было перенесено на весь остров в документах из Богазкёйского архива Хеттского царства и других архивов Древнего Египта и Мари.
На увеличение количества ахейцев среди городского населения указывает тот факт, что в 1440—1250 годах до н. э. в культуре Энгоми преобладали микенские черты. Город представлял тогда укрепление с мощной оборонительной стеной циклопической кладки. Вдоль мощёных улиц стояли многоквартирные дома с расположенными под ними склепами — родовыми гробницами. В ремесленном квартале обнаружены многочисленные остатки медеплавильного производства, том числе приготовленные для вывоза медные слитки.
В конце XV века до н. э. в Энгоми был возведён царский дворец, существовавший до конца XIII века до н. э. Около 1200 года до н. э. город был завоёван новой волной ахейских переселенцев. Рядом с восстановленным дворцом был возведён из тёсаного камня храм Аполлона. Около 1050 года до н. э. Энгоми пришёл в упадок.